# Disfunção temporomandibular e dor orofacial
Disfunção temporomandibular e dor orofacial é uma área da  odontologia, que trata das alterações patológicas da articulação temporomandibular (ATM), e das dores do processo estomatognático e faciais.

## Disfunções temporomandibulares
As disfunções temporomandibulares(DTM) são modificações patológicas relacionadas à articulação temporomandibular (ATM), que articula o crânio e a mandíbula podendo ser tanto da parte muscular mastigatória, ligamentar e nervosa, na região buco-facial ou cervical. Estas articulações funcionam em dupla.
Pode ter como consequência dores de cabeça ou pescoço, ruídos articulares (estalos), zumbidos no ouvido, limitação de abertura bucal, desgaste nos dentes e dificuldades na mastigação. De etiologia ainda não definida, acredita-se que o stress seja o principal desencadeante, além de hábitos deletérios de bruxismo, trauma na região da cabeça e pescoço, má postura e má oclusão. O fisioterapeuta  é o parceiro do dentista no tratamento desses problemas realizando um processo terapêutico.
A prevalência das DTM na população mundial foi de 34%. O grupo etário mais afetado corresponde às pessoas entre 18 e 60 anos. Observou-se que a prevalência das DTM foi significativamente maior na América do Sul (47%) em comparação com a Ásia (33%) e a Europa (29%), sendo a mais baixa na América do Norte (26%). As crianças apresentaram uma prevalência consideravelmente menor. Os dados sugerem que a região geográfica influencia a ocorrência das DTM. Até 2050, a prevalência global da DTM pode chegar a 44%
Quanto à proporção entre mulheres e homens (M:H), o índice mais alto foi registrado na América do Sul (1,56) e o mais baixo na Europa (1,09), o que sugere uma distribuição quase equitativa entre os sexos. Vale destacar que isso pode estar relacionado à coexistência do bruxismo e às diferenças geográficas na sua prevalência. 
Os estudos demonstraram que a prevalência média de DTM entre pacientes com bruxismo foi de 63,5%, com a taxa mais alta observada na América do Norte (98,3%) e a mais baixa na Ásia (53,9%). Também neste caso foi identificado um fator geográfico.

### Tipos de DTMs
- Desordens do desarranjo do disco da ATM
- Deslocamento do disco com redução
- Deslocamento do disco sem redução
- Deslocamentos da ATM
- Desordens inflamatórias
  - Sinovite e capsulite
  - Poliartrite
- Desordens não inflamatórias
  - Osteoartrite primária
  - Osteoartrite secundária
  - Anquilose
  - Fratura (processo condilar)

## Dores orofaciais

### Dores orofaciais musculares
- Mialgia local
- Dor miofascial - ponto gatilho
- Mialgia mediada centralmente
- Mioespasmos
- Miosite
- Contratura miofibrótica
- Neoplasias

### Dores orofaciais inflamatórias
- Odontalgia
  - pulpite
- Trauma orofacial
- Dores secundárias à infecções virais ou bacterianas
  - aftas
  - Caxumba

### Dores orofaciais neuropáticas
- Neuralgia do trigêmeo
- Neuralgia do aurículo temporal

### Dor orofacial psicogênica
- Somatização
- Percepção da dor sem alteração clínica detectável dos tecidos orofaciais

## Entidades científicas dessa área
- Academia Americana de Dores Orofaciais
- Sociedade Brasileira de Cefaleia
- Sociedade Brasileira de Disfunção Temporomandibular e Dor Orofacial (www.sbdof.com)